# 石马镇 (重庆市)
石马镇，是中华人民共和国重庆市大足区下辖的一个乡镇级行政单位。

## 歷史沿革
- 1910年，析龍水鎮建馬跑鄉
- 1940年，並馬跑、石門為石馬鄉
- 1953年分建石門、團結鄉，1958年與團結鄉合併建石馬公社，1961年原團結鄉析出，1984年改石馬鄉
- 1993年底，石馬鄉、團結鄉並為石馬鎮

- 石馬鄉（12）：牌坊村、萬壽村、太平村、石盤村、石門村、榮光村、新勝村、白光村、民主村、實幹村、新立村、高坪村
- 團結鄉（7）：勝利村、七里村、建立村、先鋒村、前鋒村、紅燈村、六角村

另有水溝村

## 行政区划
石马镇下辖以下地区：
太平社区、石门村、白光村、民主村、新立村、红灯村、胜利村、先锋村和七里村。

### 2003年調整的區劃[3]
- 一、將原新勝村、榮光村、石門村、石盤村合併為一個村，名為石門村；
- 二、將原萬壽村、七里村合併為一個村，名為七里村；
- 三、將原水溝村、白光村合併為一個村，名為白光村；
- 四、將原牌坊村、太平村、街村居委會合併為一個居委會，名為太平社區居委會；
- 五、將原民主村、高坪村合併為一個村，名為民主村；
- 六、將原新立村、實幹村合併為一個村，名為新立村；
- 七、將原紅燈村、前豐村合併為一個村，名為紅燈村；
- 八、將原建立村、先鋒村合併為一個村，名為先鋒村；
- 九、將原勝利村、六角村合併為一個村，名為勝利村。